# Natanael Moreira Milouski
Natanael Moreira Milouski (Braganey, 5 gennaio 2002) è un calciatore brasiliano, difensore dell'Atlético Mineiro.

## Caratteristiche tecniche
È un terzino destro adattabile anche sulla fascia opposta, che predilige fase offensiva.

## Carriera
Cresciuto nel settore giovanile del Coritiba, he esordito in prima squadra il 2 febbraio 2020 disputando l'incontro del Campionato Paranaense vinto 3-2 contro il Londrina. Il 13 agosto seguente ha invece debuttato nel Brasileirão in occasione della sfida persa 1-0 in casa del Bahia.

## Statistiche
Statistiche aggiornate al 26 gennaio 2024.

### Presenze e reti nei club
| Stagione        | Squadra         | Campionato      | Campionato | Campionato | Coppe nazionali | Coppe nazionali | Coppe nazionali | Coppe continentali | Coppe continentali | Coppe continentali | Altre coppe | Altre coppe | Altre coppe | Totale | Totale | Totale |
| Stagione        | Squadra         | Comp            | Pres       | Reti       | Comp            | Pres            | Reti            | Comp               | Pres               | Reti               | Comp        | Pres        | Reti        | Pres   | Reti   |        |
| --------------- | --------------- | --------------- | ---------- | ---------- | --------------- | --------------- | --------------- | ------------------ | ------------------ | ------------------ | ----------- | ----------- | ----------- | ------ | ------ | ------ |
| 2020            | Coritiba        | A1/PR+A         | 4+17       | 0+1        | CB              | 0               | 0               | -                  | -                  | -                  | -           | -           | -           | 21     | 1      |        |
| 2021            | Coritiba        | A1/PR+B         | 4+33       | 0          | CB              | 2               | 0               | -                  | -                  | -                  | -           | -           | -           | 39     | 0      |        |
| 2022            | Coritiba        | A1/PR+A         | 3+25       | 0          | CB              | 0               | 0               | -                  | -                  | -                  | -           | -           | -           | 28     | 0      |        |
| 2023            | Coritiba        | A1/PR+A         | 10+33      | 0          | CB              | 4               | 0               | -                  | -                  | -                  | -           | -           | -           | 47     | 0      |        |
| 2024            | Coritiba        | A1/PR           | 2          | 0          | CB              | 0               | 0               | -                  | -                  | -                  | -           | -           | -           | 2      | 0      |        |
| Totale carriera | Totale carriera | Totale carriera | 23+108     | 0+1        |                 | 6               | 0               |                    | -                  | -                  |             | -           | -           | 137    | 1      |        |

## Palmarès
- Campionato mineiro: 1

Atlético Mineiro: 2025